# Mucoromycotina
Mucoromycotina là một phân ngành nấm thuộc giới Nấm nhưng chưa được xác định vị trí rõ ràng. Phân ngành này hiện bao gồm ba bộ, 61 chi và tương ứng với 325 loài.